# ヒョウアザラシ
ヒョウアザラシ（豹海豹、Hydrurga leptonyx）は、食肉目アザラシ科ヒョウアザラシ属に分類される鰭脚類。本種のみでヒョウアザラシ属を構成する。

## 分布
南極大陸周辺

## 形態
体長オス2.8 - 3.3メートル、メス2.9 - 3.6メートル。体重オス300キログラム、メス500キログラム。ナンキョクアザラシ族最大種。オスよりもメスの方が大型になる。体形は細長い。頭部は大きく、吻端は尖る。口は大きく、開口角度も大きい。顎は頑丈で、鋭い牙が並ぶ。頸部は長い。背面は暗褐色、腹面は明色の体毛で覆われる。体側面や腹面には白や黒の斑点が入り、ヒョウの由来になっている。
前肢は発達し、遊泳速度は速い。出産直後の幼獣は体長1 - 1.6メートル。体重30 - 35キログラム。

## 分類
本種・ウェッデルアザラシLeptonychotes weddellii・カニクイアザラシ・ロスアザラシOmmatophoca rossiiでナンキョクアザラシ族Lobodontiniを構成する説もある。ナンキョクアザラシ族内では頭骨や歯からカニクイアザラシと近縁とする説もあった。2010年に発表された核DNAとミトコンドリアDNAによる分子系統解析では、ナンキョクアザラシ族は姉妹群で族内ではウェッデルアザラシと単系統群を形成すると推定されている。この解析ではナンキョクアザラシ族Lobodontiniとされた本種とウェッデルアザラシからなる単系統群以外のカニクイアザラシやロスアザラシOmmatophoca rossiiの系統関係は不明確で、これらの祖先が南極へ侵入した際に急速に分岐したと推定されている。

## 生態
海洋や流氷、孤島などに生息する。群れは形成せず、単独で生活する。
食性は動物食で、主にナンキョクオキアミを食べるが、イカ、魚類、ペンギンなどの鳥類、鰭脚類なども食べる。鰭脚類の中では主にカニクイアザラシの幼獣を食べるが、ウェッデルアザラシ・ミナミゾウアザラシ・ロスアザラシ・アナンキョクオットセイArctocephalus tropicalis・ナンキョクオットセイArctocephalus gazellaも食べる。アザラシ科では唯一恒温動物を常食する。オキアミを食べる際には海水ごと口に含み、臼歯で濾しとって食べる。天敵はほとんど存在せず、人間や大型のサメ、ゾウアザラシ等で、シャチに捕食された例もあるが稀とされる。
繁殖形態は胎生。妊娠期間は274日。10 - 11月に1回に1頭の幼獣を産む。授乳期間は約4週間。オスは4年半、メスは4年で性成熟すると考えられている。寿命は26年と推定されている。

## 人間との関係
極地にいるため、人間を襲うことは少ないが死亡事故は発生している。
2003年に南極の半島部近くで潜水中の海洋学者が突然噛みつかれ引きずりこまれて死亡した。攻撃してきた理由は不明。

## 画像

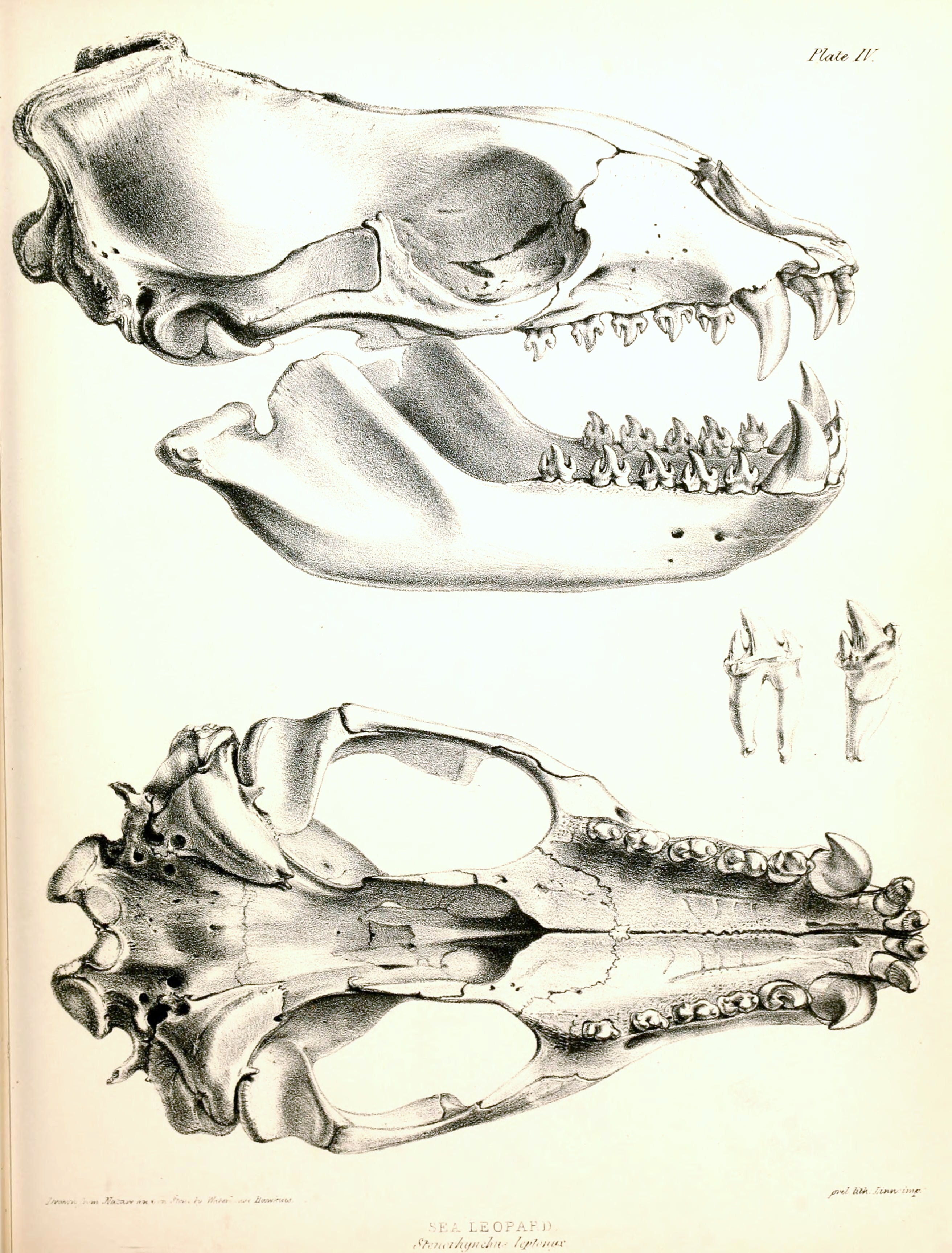
頭骨のイラスト